# Vissefjärda socken
Vissefjärda socken i Småland ingick i Södra Möre härad och området ingår sedan 1971 i Emmaboda kommun i Kalmar län och motsvarar från 2016 Vissefjärda distrikt.
Socknens areal är 286,17 kvadratkilometer, varav land 266,07. År 2000 fanns där 3 218 invånare. En del av tätorten Emmaboda samt tätorten och kyrkbyn  Vissefjärda med sockenkyrkan Vissefjärda kyrka ligger i socknen. 

## Administrativ historik
Vissefjärda socken har medeltida ursprung. 'Parochie Wesøfiordha' omtalas i skriftliga källor första gången 1349. Vissefjärda kyrksocken ingick i sin helhet i Södra Möre härad. I administrativt hänseende räknades dock tidigare delen väster om Lyckebyån, som kallades Kåraböket till Konga härad i Värend. Sockendelen överfördes 1889 även i kameralt hänseende till Södra Möre härad.  1937 överfördes Grimmansmåla 1:6 från Algutsboda socken i Kronobergs län till Vissefjärda (nu Emmaboda) i Kalmar län.
Vid kommunreformen 1862 övergick socknens ansvar för de kyrkliga frågorna till Vissefjärda församling och för de borgerliga frågorna till Vissefjärda landskommun. Emmaboda köping bröts ut ur landskommunen 1930. Vissfjärda landskommun uppgick sedan 1969 i Emmaboda köping och ingår sedan 1971 i Emmaboda kommun. Emmaboda församling bröts ur denna församling 1939.
1 januari 2016 inrättades distrikten Emmaboda och Vissefjärda, med samma omfattning som motsvarande församling fick 1939, och vari detta sockenområde ingår.
Socknen har tillhört samma fögderier och domsagor som Södra Möre härad.
Socken indelades fram till 1901 i 81 båtsmanshåll, vars båtsmän tillhörde Södra Möres 3:e båtsmanskompani.

## Geografi
Vissefjärda socken ligger i sydvästligaste delen av Kalmar län gränsande mot Blekinge. Socknen ligger i en sjörik kuperad skogsterräng  utmed övre loppet av Lyckebyån.
I socknen finns fler än 100 insjöar, bland annat Törn och Sidlången.
Socknen ligger i östra Smålands granitområde, med främst jordarten morän. I socknen finns två större rullstensåsar, där Emmabodaåsen är den största. Den sträcker sig från Algutsboda längs med Lyckebyåns dalgång till gränsen mot Blekinge, där den sprider ut sig som ett rullstensfält, kallad Antamåla rör.

## Historik

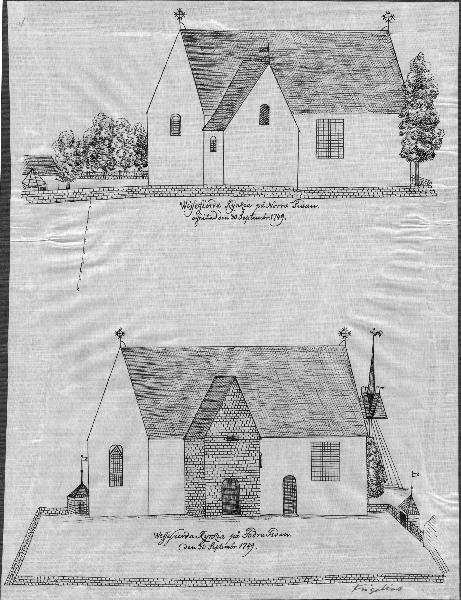
Vissefjärda medeltida kyrka avtecknad mot norr och söder 1749.

Socknens tidigaste bosättare kom troligen öster- och söderifrån, varvid Lyckebyån säkerligen hade en viss betydelse. I närheten av ån har fynd gjorts av stenverktyg och flintaredskap.
Av fornminnen kan nämnas stenåldersboplatser och lösfynd.
Långt tillbaka, möjligen från omkring 1050 fram till 1658, var Vissefjärda sockens södra gräns gemensam med statsgränsen mot Danmark. Här var handeln med Danmark viktig och missnöjet blev stort över Gustav Vasas försök att begränsa den, samt med de höjda skatterna under 1500-talet. En av alla missnöjda bönder var Nils Dacke som 1542 startade dackefejden. Till minne av detta står invid Vissefjärda kyrka Dackestenen som hämtats i Lindön, i närheten av den plats som man tror Nils Dacke bodde på. Inskriptionen säger: "Minne över bondeledaren Nils Dacke och hans folk, som i denna bygd åren 1542-1544 stupade i sin kamp för frihet, rätt och tro." Stenen invigdes 1973.
År 1838 påbörjades skolundervisning i socknen och den första skolan anlades vid kyrkan. Under 1880-talet startade undervisning i ytterligare åtta skolhus, vilket innebar att varje rote hade sin egen skola. 
År 1874 invigdes de två järnvägar som passerar genom Vissefjärda socken. Bebyggelsen växte då vid de stationer, som förutom i Vissefjärda även byggdes i Lindås och Emmaboda, samt så småningom vid en mindre hållplats i Linnefors. Järnvägen mellan Karlskrona och Emmaboda är i drift, och efter ett cirka tjugo år långt uppehåll stannar nu återigen tågen i Vissefjärda. En ny järnvägsstation invigdes 2013. 
År 1860 hade socknen 5 342 invånare, men emigrationen under 1800-talet och början av 1900-talet var stor. Mellan 1868 och 1930 lämnade 2 036 personer Vissefjärda, varav 1 664 emigrerade till Amerika.

### Kyrkeby gårdsbränneri
Huvudartikel: Kyrkeby gårdsbryggeri
Under 1770-talet anlade kronofogden Gösta Persson ett litet bränneri i Norra Kyrkeby för husbehovsbränning. Där, strax norr om Vissefjärda, pågick brännvinsbränningen fram till den 21 januari 1971. Den 13 mars 1988 skänkte de dåvarande ägarna bränneriet till Vissefjärda hembygdsförening. Numera är det ett museum som hålls öppet under juli månad då man också kan få en guidad visning. En stor del av utrustningen finns kvar, bland annat ångpannan och ångmaskinen från 1875. En stor del av tekniken är från 1800-talet. Under bränneriets storhetstid producerades ca 4 000 liter sprit om dagen. Den 13 december 2002 förklarades bränneriet och gårdsbebyggelsen som ett statligt byggnadsminne. 
Kyrkeby Gårdsbränneri utsågs 2002 till Årets industriminne av Svenska Industriminnesföreningen.

## Namnet
Namnet (1349 Wesøfiordha), taget från kyrkbyn, består av förledet vesa, dy, gyttja och efterledet fjärd.

### Fotnoter
1. 1 2 3  Svensk Uppslagsbok Vissefjärda socken
2. ↑  Harlén, Hans; Harlén Eivy (2003). Sverige från A till Ö: geografisk-historisk uppslagsbok. Stockholm: Kommentus. Libris 9337075. ISBN 91-7345-139-8
3. 1 2  DMS 1:4 Möre
4. ↑  ”Församlingar”. Statistiska centralbyrån. https://www.scb.se/hitta-statistik/regional-statistik-och-kartor/regionala-indelningar/forsamlingar/. Läst 30 december 2022.
5. ↑  Administrativ historik för Vissefjärda socken (Klicka på församlingsposten). Källa: Nationella arkivdatabasen, Riksarkivet.
6. ↑  "Ostkanten" om Blekinge och Södra Möres båtsmän
7. 1 2  Sjögren, Otto (1931). Sverige geografisk beskrivning del 2 Östergötlands, Jönköpings, Kronobergs, Kalmar och Gotlands län. Stockholm: Wahlström & Widstrand. Libris 9939
8. 1 2 3  Nationalencyklopedin
9. ↑  Fornlämningar, Statens historiska museum: Vissefjärda socken
10. ↑  Fornminnesregistret, Riksantikvarieämbetet: Vissefjärda socken Fornminnen i socknen erhålls på kartan genom att skriva in sockennamn (utan "socken") i "Ange geografiskt område"